# Caligata Lake Park
Caligata Lake Park är en park i Kanada.   Den ligger i provinsen British Columbia, i den centrala delen av landet, 3 300 km väster om huvudstaden Ottawa. Caligata Lake Park ligger 1 728 meter över havet.
Terrängen runt Caligata Lake Park är bergig åt sydost, men åt nordväst är den kuperad. Trakten runt Caligata Lake Park är nära nog obefolkad, med mindre än två invånare per kvadratkilometer.. Närmaste större samhälle är Clearwater, 17,1 km sydväst om Caligata Lake Park.
I omgivningarna runt Caligata Lake Park växer i huvudsak barrskog.